# Tomáš Křivda

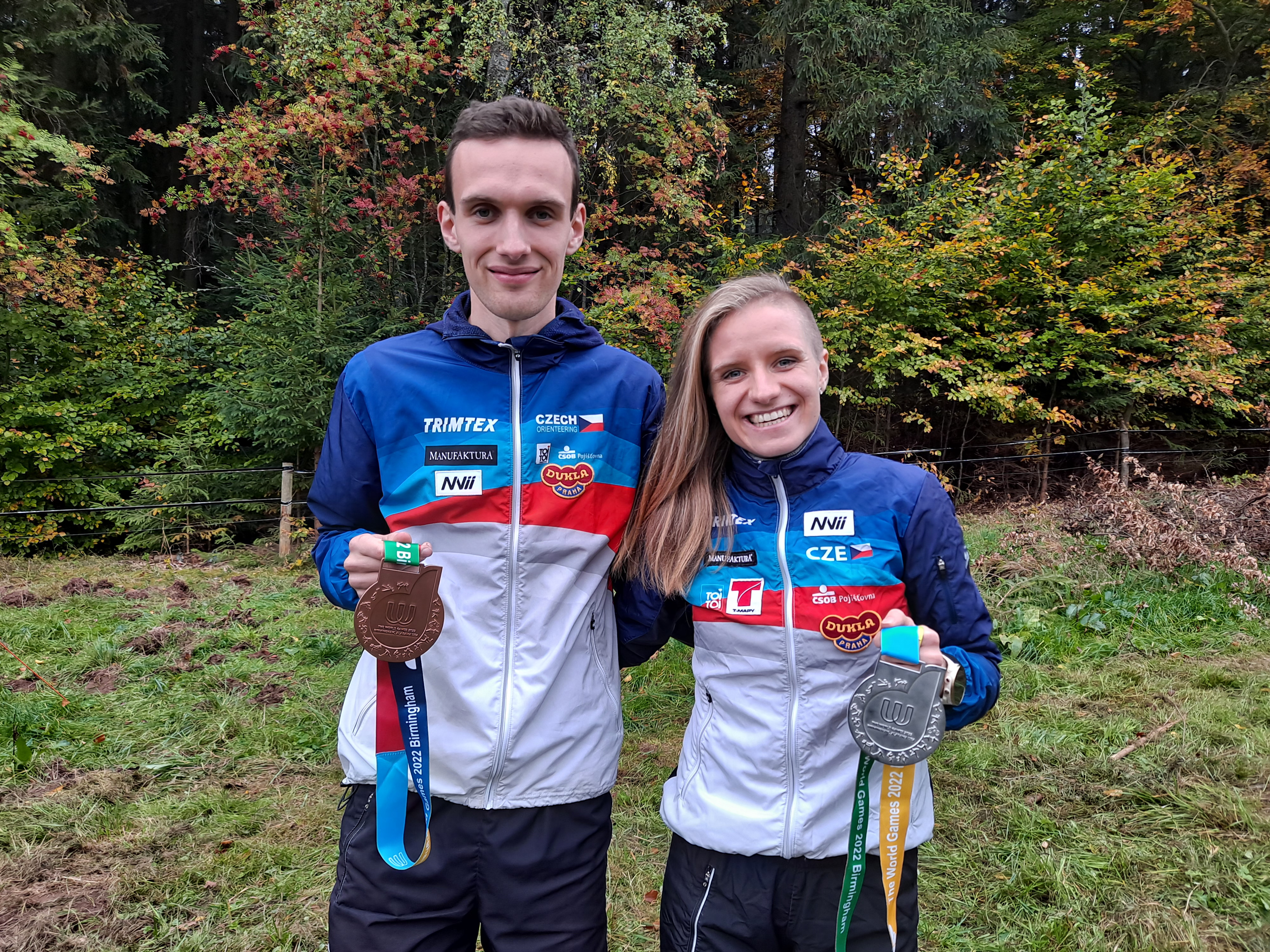
Medailisté ze Světových her 2022 Tereza Rauturier a Tomáš Křivda.

Tomáš Křivda (15. září 1999 Opočno) je český reprezentant v orientačním běhu.
Mezi jeho největší úspěchy patří 3. místo na Světových hrách 2022 v americkém Birminghamu a 3. místo na juniorském mistrovství světa 2018 v maďarském Kecskemétu. V současnosti běhá za český klub K.O.B. Choceň a finský klub Kalevan Rasti, za který startuje ve Skandinávii.

## Sportovní kariéra

### Umístění na Světových hrách
| Umístění na Světových hrách - orientační běh | Umístění na Světových hrách - orientační běh | Umístění na Světových hrách - orientační běh | Umístění na Světových hrách - orientační běh | Umístění na Světových hrách - orientační běh |
| Rok                                          | Sprint                                       | Middle                                       | Štafety                                      |                                              |
| -------------------------------------------- | -------------------------------------------- | -------------------------------------------- | -------------------------------------------- | -------------------------------------------- |
| Birmingham 2022                              | 3. místo                                     | 10. místo                                    | 4. místo                                     |                                              |
| Čcheng-tu 2025                               | 2. místo                                     | DNF                                          | 3. místo                                     |                                              |

### Umístění na MS
| Doksy 2021      | 31. místo | 36. místo | X         | X        | X         | ---       |
| Kolding 2022    | 12. místo | ---       | ---       | ---      | 10. místo | 13. místo |
| Flims Laax 2023 | ---       | 17. místo | 4. místo  | 6. místo | ---       | ---       |
| Edinburgh 2024  | 24. místo | ---       | ---       | ---      | 4. místo  | SF1       |
| Kuopio 2025     | ---       | 16. místo | 39. místo | X        | ---       | ---       |

### Umístění na ME
| Neuchâtel 2021 | 44. místo | ---      | ---       | ---       | X        | 19. místo |
| Rakvere 2022   | ---       | 9. místo | DNF       | 15. místo | ---      | ---       |
| Verona 2023    | 22. místo | ---      | ---       | ---       | 9. místo | 10. místo |
| Mór 2024       | ---       | 4. místo | 25. místo | 5. místo  | ---      | ---       |

### Umístění na MSJ
| Umístění na Mistrovství světa juniorů v orientačním běhu | Umístění na Mistrovství světa juniorů v orientačním běhu | Umístění na Mistrovství světa juniorů v orientačním běhu | Umístění na Mistrovství světa juniorů v orientačním běhu | Umístění na Mistrovství světa juniorů v orientačním běhu |
| Rok                                                      | Sprint                                                   | Middle                                                   | Long                                                     | Štafety                                                  |
| -------------------------------------------------------- | -------------------------------------------------------- | -------------------------------------------------------- | -------------------------------------------------------- | -------------------------------------------------------- |
| Tampere 2017                                             | 27. místo                                                | 17. místo                                                | 27. místo                                                | 16. místo                                                |
| Kecskemét 2018                                           | 81. místo                                                | Q                                                        | 14. místo                                                | 3. místo                                                 |
| Silkeborg 2019                                           | 9. místo                                                 | 27. místo                                                | 20. místo                                                | 5. místo                                                 |

### Umístění na MČR
| Umístění na Mistrovství České republiky v orientačním běhu | Umístění na Mistrovství České republiky v orientačním běhu | Umístění na Mistrovství České republiky v orientačním běhu | Umístění na Mistrovství České republiky v orientačním běhu | Umístění na Mistrovství České republiky v orientačním běhu | Umístění na Mistrovství České republiky v orientačním běhu | Umístění na Mistrovství České republiky v orientačním běhu | Umístění na Mistrovství České republiky v orientačním běhu | Umístění na Mistrovství České republiky v orientačním běhu | Umístění na Mistrovství České republiky v orientačním běhu | Umístění na Mistrovství České republiky v orientačním běhu | Umístění na Mistrovství České republiky v orientačním běhu | Umístění na Mistrovství České republiky v orientačním běhu |
| Ročník                                                     | Kategorie                                                  | Klasická                                                   | Krátká                                                     | Sprint                                                     | KO sprint                                                  | Noční                                                      | Ranking                                                    | Členství v klubu                                           | Štafety                                                    | Kluby                                                      | Sprint. štafety                                            |                                                            |
| ---------------------------------------------------------- | ---------------------------------------------------------- | ---------------------------------------------------------- | ---------------------------------------------------------- | ---------------------------------------------------------- | ---------------------------------------------------------- | ---------------------------------------------------------- | ---------------------------------------------------------- | ---------------------------------------------------------- | ---------------------------------------------------------- | ---------------------------------------------------------- | ---------------------------------------------------------- | ---------------------------------------------------------- |
| MČR 2013                                                   | H16 – mladší dorostenci                                    | 14. místo                                                  | 15. místo                                                  | 37. místo                                                  |                                                            |                                                            |                                                            | K.O.B. Choceň                                              |                                                            |                                                            |                                                            |                                                            |
| MČR 2014                                                   | H16 – mladší dorostenci                                    | 14. místo                                                  | 11. místo                                                  | 33. místo                                                  | 3. místo                                                   | 648. místo                                                 | K.O.B. Choceň                                              | 6. místo                                                   | 13. místo                                                  | 7. místo                                                   |                                                            |                                                            |
| MČR 2015                                                   | H16 – mladší dorostenci                                    | 1. místo                                                   | 1. místo                                                   | 1. místo                                                   | 2. místo                                                   | 763. místo                                                 | K.O.B. Choceň                                              | 7. místo                                                   | 9. místo                                                   | 10. místo                                                  |                                                            |                                                            |
| MČR 2016                                                   | H18 – starší dorostenci                                    | 9. místo                                                   | 37. místo                                                  | 1. místo                                                   | 2. místo                                                   | 184. místo                                                 | K.O.B. Choceň                                              | 8. místo                                                   | 8. místo                                                   | 9. místo                                                   |                                                            |                                                            |
| MČR 2017                                                   | H18 – starší dorostenci                                    | 5. místo                                                   | disk                                                       | 1. místo                                                   | 1. místo                                                   | 53. místo                                                  | K.O.B. Choceň                                              | 3. místo                                                   | disk                                                       | 5. místo                                                   |                                                            |                                                            |
| MČR 2018                                                   | H20 – junioři                                              | 3. místo                                                   | 1. místo                                                   | 1. místo                                                   | 1. místo                                                   | 16. místo                                                  | K.O.B. Choceň                                              | 10. místo                                                  | 21. místo                                                  |                                                            |                                                            |                                                            |
| MČR 2019                                                   | H20 – junioři                                              | 1. místo                                                   | 1. místo                                                   | 3. místo                                                   | 1. místo                                                   | 11. místo                                                  | K.O.B. Choceň                                              | 8. místo                                                   | 17. místo                                                  |                                                            |                                                            |                                                            |
| MČR 2020                                                   | H21 – muži                                                 | 4. místo                                                   | 16. místo                                                  | 2. místo                                                   |                                                            | 8. místo                                                   | K.O.B. Choceň                                              | 24. místo                                                  |                                                            | 18. místo                                                  |                                                            |                                                            |
| MČR 2021                                                   | H21 – muži                                                 | 2. místo                                                   | 1. místo                                                   | 1. místo                                                   | 5. místo                                                   | 1. místo                                                   | K.O.B. Choceň                                              | 11. místo                                                  | 21. místo                                                  |                                                            |                                                            |                                                            |
| MČR 2022                                                   | H21 – muži                                                 | 1. místo                                                   | 1. místo                                                   | 1. místo                                                   | 1. místo                                                   | 1. místo                                                   | K.O.B. Choceň                                              | 20. místo                                                  | 23. místo                                                  | 15. místo                                                  |                                                            |                                                            |
| MČR 2023                                                   | H21 – muži                                                 | 1. místo                                                   | 1. místo                                                   | 1. místo                                                   | 2. místo                                                   | 1. místo                                                   | 1. místo                                                   | K.O.B. Choceň                                              | 9. místo                                                   | 30. místo                                                  | 13. místo                                                  |                                                            |
| MČR 2024                                                   | H21 – muži                                                 |                                                            | 1. místo                                                   | 1. místo                                                   | 1. místo                                                   |                                                            | 27. místo                                                  | K.O.B. Choceň                                              | 22. místo                                                  | 15. místo                                                  | 15. místo                                                  |                                                            |